# Erwin Ramírez
Erwin Aníbal Ramírez Castro (Quevedo, 13 novembre 1971) è un ex calciatore ecuadoriano, di ruolo portiere.

## Carriera
Nella partita Ecuador-Bolivia della Copa América 1991 ha parato un calcio di rigore a Ramiro Castillo al 60' e quindi ha segnato a sua volta all'80' una rete con un tiro dagli undici metri.